# 莫庫萊亞 (夏威夷州)
莫庫萊亞（英語：Mokulēia）是位於美國夏威夷州檀香山縣的一個人口普查指定地區。

## 地理
莫庫萊亞的座標為21°34′38″N 158°09′32″W / 21.57722°N 158.15889°W，而該地最高點為海拔高度5米（即15英尺）。

## 人口
根據2010年美國人口普查的數據，莫庫萊亞的面積為7.00平方千米，當中陸地面積為3.80平方千米，而水域面積為3.20平方千米。當地共有人口1811人，而人口密度為每平方千米258.71人。